# Grzegorz Sterna
Grzegorz Sterna (ur. 24 maja 1958 w Osiecznej) – polski żużlowiec.
Przez całą sportową karierę (1977–1988) reprezentował klub Unia Leszno, w barwach którego zdobył 10 medali drużynowych mistrzostw Polski: cztery złote (1979, 1980, 1987, 1988), trzy srebrne (1977, 1982, 1983) oraz trzy brązowe (1981, 1985, 1986).
Finalista młodzieżowych indywidualnych mistrzostw Polski (Leszno 1980 – srebrny medal). Finalista indywidualnych mistrzostw Polski (Gdańsk 1983 – XIV m.). Dwukrotny finalista młodzieżowych drużynowych mistrzostw Polski (cykl turniejów 1978 – złoty medal, cykl turniejów 1979 – złoty medal). Dwukrotny finalista mistrzostw Polski par klubowych (Zielona Góra 1983 – IV m., Toruń 1986 – IV m.). Trzykrotny finalista "Złotego Kasku" (Leszno 1983 – XI m., Wrocław 1984 – XII m., cykl turniejów 1986 – VIII m.). Dwukrotny finalista "Srebrnego Kasku" (Zielona Góra 1980 – VI m., Toruń 1981 – VIII m.). Finalista "Brązowego Kasku" (Rybnik 1978 – XVI m.). Dwukrotny zwycięzca memoriałów im. Marcina Rożaka w Gnieźnie (1980, 1981).